# Eerikulaid
Eerikulaid est une petite île inhabitée de 3,45 Ha situé en Estonie, dans le golfe de Riga, plus localement à l'intérieur de la Väinameri. Lîle est rattachée administrativement au village de Vahtrepa (situé sur l'île de Hiiumaa).

## Description
L'île a une superficie de 0,034 5 km2  (3,45 Ha), pour une circonférence de 1,670 km.
Eerikulaid  aune forme d'étoile à trois branche, elle est très plate : le point culminant de l'île est à deux mètres au-dessus du niveau de la mer. L'île est située dans la partie sud du détroit de Hares qui sépare Dagö d'Ormsö, au large de la côte est de la deuxième plus grande île estonienne, Hiiumaa, à quatre kilomètres à l'est de l'île Vohilaid ; elle fait partie de l'archipel de Moonsund et dépend administrativement du village de Vahtrepa.

## Climat
La température moyenne annuelle de la région est de 6 °C. Le mois le plus chaud est août, avec une température moyenne de 18 °C. Le mois le plus froid est janvier, avec -6 °C en moyenne.

## Faune et flore
L'île présente une très faible végétalisation. Elle abrite une population de phoques gris, cette ile est protégée.